# Casa Nova (Sant Vicenç de Montalt)
Casa Nova és una masia de Sant Vicenç de Montalt (Maresme) inclosa a l'Inventari del Patrimoni Arquitectònic de Catalunya.

## Descripció
Aquesta casa té planta baixa, pis i unes petites golfes. Afegit, al costat, té un cos amb arcades neoclàssiques. Té un safareig al front. La coberta de l'edifici és a dues aigües. La construcció ha sofert transformacions el segle xix.